# كيتي هولمز
كيت «كيتي» نويل هولمز (بالإنجليزية: Kate Noelle Holmes)‏ ممثلة أمريكية من مواليد 18 ديسمبر 1978، وهي أيضا منتجة، ومخرجة. حققت الشهرة لأول مرة علي المسلسل التلفزيوني داوسنز غريغ.

## حياتها
ولدت كيتي هولمز في 18 ديسمبر 1978، في أوهايو، الولايات المتحدة الأمريكية. لديها ثلاث شقيقات وشقيق واحد، ووالدها هو المحامي مارتن جوزيف هولمز الأب. اشتركت كيتي في العديد من المسابقات التي أثبتت فيها جدارتها وموهبتها في الغناء والرقص. تخرجت كاتي من أكاديمية نوتردام الكاثوليكية بمدينة توليدو (أوهايو)، وقد أجلت التحاقها بجامعة كولومبيا مرتين، ولكنها قررت في النهاية الالتحاق بقسم التصوير الفوتوغرافي.

## مسيرتها المهنية
كانت بداية كيتي الفنية من خلال دورها بفيلم عاصفة الجليد عام 1997. ثم قدمت دور رئيسي في داوسنز غريغ (1998–2003). كانت بداية شهرتها عام 2002، عندما قدمت دور طالبة جامعية في فيلم آباندون. ثم قدمت فيلم قطع من أبريل عام 2003، وشاركت بفيلم بداية باتمان عام 2005.

## حياتها الشخصية

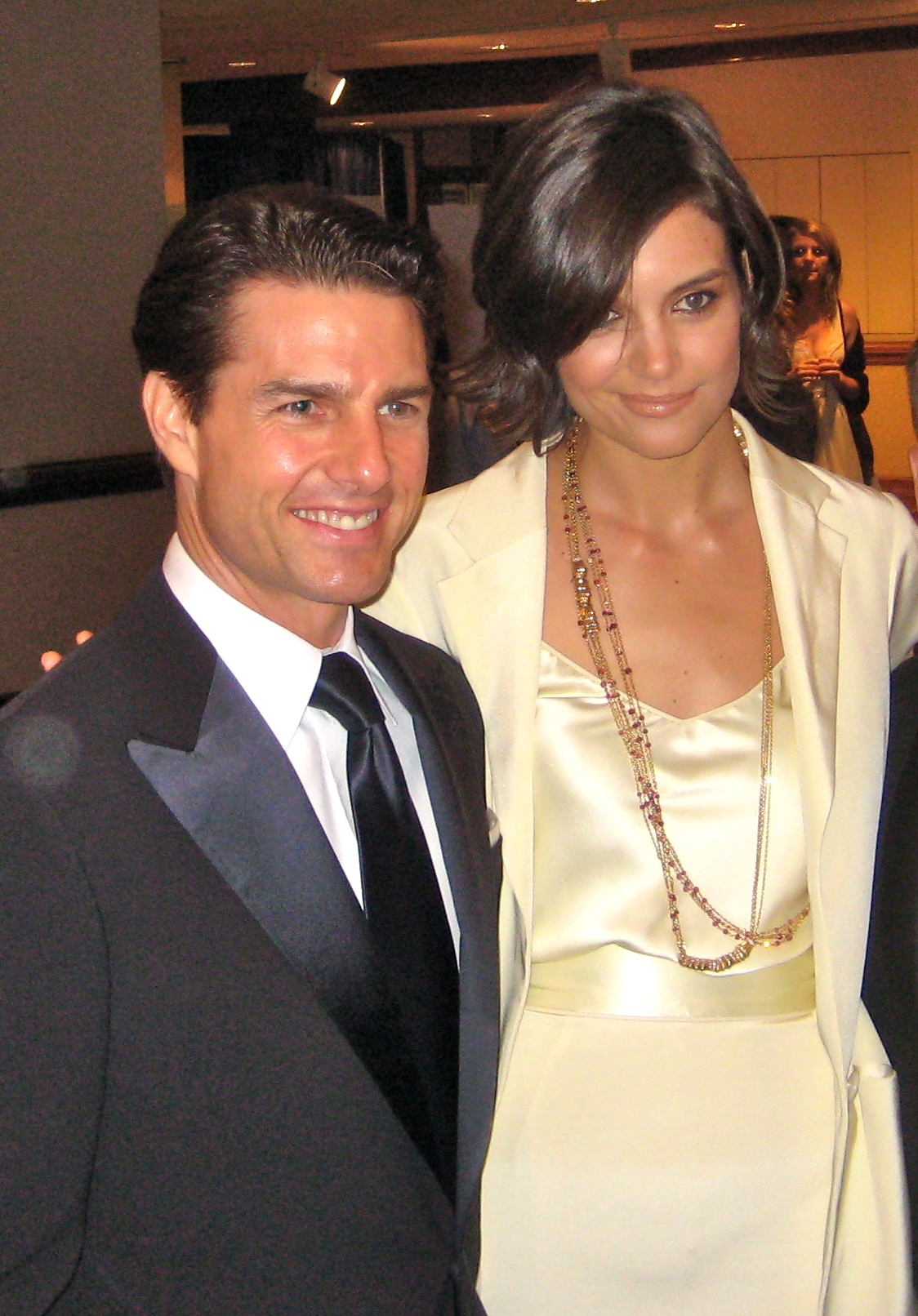
هولمز مع كروز في مايو 2009.

تزوجت كيتي من الممثل المشهور توم كروز عام 2006، ولديهما طفلة واحدة، وقد طلبت الطلاق من زوجها الممثل في تموز 2012، ولذلك لخلافها معه، وخوفها من ديانته الغريبة «السينتولوجيا»، ولحماية ابنتها «سوري» من معتقدات أبيها.

## الأفلام[5]
| السنة | اسم الفيلم                                     | الدور                                          |
| ----- | ---------------------------------------------- | ---------------------------------------------- |
| 1997  | The Ice Storm                                  | Libbets Casey                                  |
| 1998  | Disturbing Behavior                            | Rachel Wagner                                  |
| 1999  | غو Teaching Mrs. Tingle Muppets from Space     | Claire Montgomery Leigh Ann Watson Joey Potter |
| 2000  | Wonder Boys The Gift                           | Hannah Green Jessica King                      |
| 2002  | Abandon                                        | Katie Burke                                    |
| 2003  | Phone Booth The Singing Detective قطع من أبريل | Pamela "Pam" MacFadden Nurse Mills April Buns  |
| 2004  | First Daughter                                 | Samantha Mackenzie                             |
| 2005  | Batman Begins                                  | Rachel Dawes                                   |
| 2005  | Thank You for Smoking                          | Heather Holloway                               |
| 2008  | Mad Money                                      | Jackie Truman                                  |
| 2010  | The Extra Man                                  | Mary Powell                                    |
| 2010  | The Romantics                                  | Laura                                          |
| 2010  | Don't Be Afraid of the Dark                    | Kim                                            |
| 2011  | ابن لا أحد                                     | Kerry White                                    |
| 2011  | Jack and Jill                                  | Erin Sadelstein                                |
| 2013  | Days and Nights                                | Alex                                           |
| 2014  | Miss Meadows                                   | Miss Meadows                                   |
| 2014  | The Giver                                      | Jonas' Mother                                  |
| 2015  | بورتريه أديل بلوخ باور                         | Pam                                            |
| 2015  | Touched with Fire                              | Carla                                          |
| 2015  | مستضعف                                         | Older Laura                                    |
| 2016  | All We Had                                     | Rita Carmichael                                |
| 2017  | A Happening of Monumental Proportions          | Paramedic #1                                   |
| 2017  | لوغان المحظوظ                                  | Bobbie Jo Logan Chapman                        |
| 2018  | عزيزي الدكتاتور                                | Darlene Mills                                  |
| 2018  | Ocean's 8                                      | Herself                                        |
| 2018  | عزيزي الدكتاتور                                | دارلين ميلز                                    |
| 2018  | Doorman                                        |                                                |
| 2020  | براهمز الفتى 2                                 | ليزا                                           |
| 2020  | The Secret: Dare to Dream                      |                                                |
| 2020  | Coda                                           |                                                |

## روابط خارجية
- كيتي هولمز على موقع IMDb (الإنجليزية)
- كيتي هولمز على موقع ميتاكريتيك (الإنجليزية)
- كيتي هولمز على موقع الموسوعة البريطانية (الإنجليزية)
- كيتي هولمز على موقع روتن توميتوز (الإنجليزية)
- كيتي هولمز على موقع مونزينجر (الألمانية)
- كيتي هولمز على موقع قاعدة بيانات الأفلام العربية
- كيتي هولمز على موقع ألو سيني (الفرنسية)
- كيتي هولمز على موقع ميوزك برينز (الإنجليزية)
- كيتي هولمز على موقع تيرنر كلاسيك موفيز (الإنجليزية)
- كيتي هولمز على موقع أول موفي (الإنجليزية)